# Norgesmesterskapet 1921
La Norgesmesterskapet 1921 di calcio fu la 20ª edizione del torneo. La squadra vincitrice fu il Frigg, che vinse la finale contro l'Odd con il punteggio di 2-0.

## Risultati

### Primo turno
| Squadra 1                            | Risultato | Squadra 2                       |
| ------------------------------------ | --------- | ------------------------------- |
| Aalesund                             | 3 – 0     | Rollon                          |
| Mercantile                           | 6 – 1     | Template:Calcio Agnes           |
| Brodd                                | 2 – 3     | Djerv 1919                      |
| Donn                                 | 0 – 4     | Urædd                           |
| Drafn                                | 5 – 2     | Hafslund                        |
| Fredrikstad                          | 4 – 1     | Drammen                         |
| Gjøvik-Lyn                           | 6 – 1     | Eidsvold                        |
| Template:Calcio Rapp                 | 6 – 0     | Elverum                         |
| Fram Larvik                          | 4 – 1     | Template:Calcio Fagforeningenes |
| Ready                                | 2 – 1     | Falk                            |
| Kristiansund FK                      | 1 – 2     | Freidig                         |
| Skiold                               | 4 – 1     | Fremad                          |
| Tynset                               | 2 – 3     | Hamar                           |
| Kjapp                                | 2 – 6     | Odd                             |
| Template:Calcio Kristianiakameratene | 1 – 4     | Torp                            |
| Sandefjord BK                        | 0 – 5     | Kvik                            |
| Larvik Turn                          | 5 – 1     | Template:Calcio Kristiania      |
| Tønsberg Turn                        | 2 – 3     | Mjøndalen                       |
| Moss                                 | 2 – 2     | Trygg                           |
| Stabæk                               | 7 – 2     | Norrøna                         |
| Sverre                               | 6 – 0     | Røros                           |
| Stavanger                            | 1 – 0     | Ulf-Sandnes                     |
| Template:Calcio Frem Bergen          | 2 – 4     | Vidar                           |

#### Ripetizione
| Squadra 1 | Risultato | Squadra 2 |
| --------- | --------- | --------- |
| Trygg     | 1 – 2     | Moss      |

### Secondo turno
| Squadra 1   | Risultato      | Squadra 2            |
| ----------- | -------------- | -------------------- |
| Hamar       | 2 – 2          | Mercantile           |
| Fram Larvik | 1 – 3          | Kvik                 |
| Frigg       | 5 – 4 (d.t.s.) | Larvik Turn          |
| Brage       | 2 – 4          | Gjøvik-Lyn           |
| Storm       | 1 – 2          | Lyn Oslo             |
| Mjøndalen   | 1 – 1          | Odd                  |
| Moss        | 3 – 0          | Pors                 |
| Aalesund    | 5 – 2 (d.t.s.) | Template:Calcio Rapp |
| Skiold      | 3 – 2 (d.t.s.) | Ready                |
| Torp        | 0 – 10         | Sarpsborg            |
| Ørn         | 5 – 1          | Skotfoss             |
| Stabæk      | 0 – 1          | Fredrikstad          |
| Vidar       | 1 – 2          | Stavanger            |
| Sverre      | 3 – 1          | Freidig              |
| Urædd       | 0 – 3          | Drafn                |
| Djerv 1919  | 1 – 9          | Brann                |

#### Ripetizione
| Squadra 1 | Risultato | Squadra 2  |
| --------- | --------- | ---------- |
| Odd       | 5 – 1     | Mjøndalen  |
| Hamar     | 1 – 2     | Mercantile |

### Terzo turno
| Squadra 1   | Risultato | Squadra 2 |
| ----------- | --------- | --------- |
| Moss        | 2 – 1     | Kvik      |
| Gjøvik-Lyn  | 5 – 2     | Aalesund  |
| Lyn Oslo    | 0 – 1     | Ørn       |
| Mercantile  | 0 – 3     | Sarpsborg |
| Odd         | 3 – 0     | Skiold    |
| Stavanger   | 0 – 3     | Frigg     |
| Drafn       | 6 – 0     | Sverre    |
| Fredrikstad | 1 – 4     | Brann     |

### Quarti di finale
| Squadra 1 | Risultato | Squadra 2  |
| --------- | --------- | ---------- |
| Frigg     | 3 – 0     | Gjøvik-Lyn |
| Moss      | 2 – 5     | Odd        |
| Sarpsborg | 4 – 1     | Drafn      |
| Brann     | 3 – 1     | Ørn        |

### Semifinali
| Squadra 1 | Risultato | Squadra 2 |
| --------- | --------- | --------- |
| Brann     | 0 – 1     | Odd       |
| Frigg     | 2 – 2     | Sarpsborg |

#### Ripetizione
| Squadra 1 | Risultato | Squadra 2 |
| --------- | --------- | --------- |
| Frigg     | 2 – 1     | Sarpsborg |

### Finale
| Arbitro: | Lagesen |

|                              |           |  |
| Semb-Thorstvedt 14’ Dahl 88’ | Marcatori |  |

#### Formazioni
| Frigg |  |                       |
|       |  |                       |
|       |  | Gustav Magnussen      |
|       |  | Birger Eriksen        |
|       |  | Yngvar Tørnros        |
|       |  | George Deans          |
|       |  | Ellef Mohn            |
|       |  | Fritz Semb-Thorstvedt |
|       |  | Einar Hansen          |
|       |  | Hans Dahl             |
|       |  | Gelland Nilsen        |
|       |  | Rolf Semb-Thorstvedt  |
|       |  | Trygve Smith          |

| Odd |  |                  |
|     |  |                  |
|     |  | Ingolf Pedersen  |
|     |  | Peder Henriksen  |
|     |  | Thaulow Goberg   |
|     |  | ?                |
|     |  | ?                |
|     |  | ?                |
|     |  | Nils Thorstensen |
|     |  | Håkon Håkonsen   |
|     |  | Bertel Ulrichsen |
|     |  | Einar Gundersen  |
|     |  | ?                |